# Paul Egloff
Paul Egloff (* 15. Oktober 1959 in Grabs) ist ein ehemaliger Schweizer Skispringer.

## Werdegang
Egloff startete erstmals zur Vierschanzentournee 1978/79 bei einem internationalen Skisprung-Wettkampf, blieb jedoch erfolglos und landete meist nur auf den hintersten Plätzen. 1979 wurde er in das Kader für den neu geschaffenen Skisprung-Weltcup aufgenommen und bestritt am 30. Dezember 1979 in Oberstdorf sein erstes Weltcup-Springen. Aber wie im Vorjahr konnte er bei der Vierschanzentournee 1979/80 keine nennenswerten Erfolge erzielen. Im ersten Weltcup nach der Tournee in Zakopane konnte er sich jedoch mit Platz 14 im ersten Springen und Platz 11 im zweiten Springen seine ersten Weltcup-Punkte sichern. Durch die sieben gewonnenen Punkte beendete er die Weltcup-Saison 1979/80 auf dem 80. Platz in der Weltcup-Gesamtwertung.
Bei den Olympischen Winterspielen 1980 in Lake Placid erreichte Egloff auf der Normalschanze den 43. und auf der Grossschanze den 47. Platz. Der Start der Weltcup-Saison 1980/81 verlief ebenso erfolglos wie der Start der letzten Saison. So konnte er erneut bei der Vierschanzentournee 1980/81 nur auf die hinteren Plätze springen und liess sogar das Springen in Garmisch-Partenkirchen komplett aus. Erneut konnte er jedoch Punkte bei den Springen nach der Tournee gewinnen. So landete er beim Skifliegen in Ironwood in beiden Springen in den Punkten. Im zweiten Springen konnte er mit Platz 4 sogar die höchste Einzelplatzierung im Weltcup erreichen. Am Ende der Saison belegte Egloff den 49. Platz in der Weltcup-Gesamtwertung.

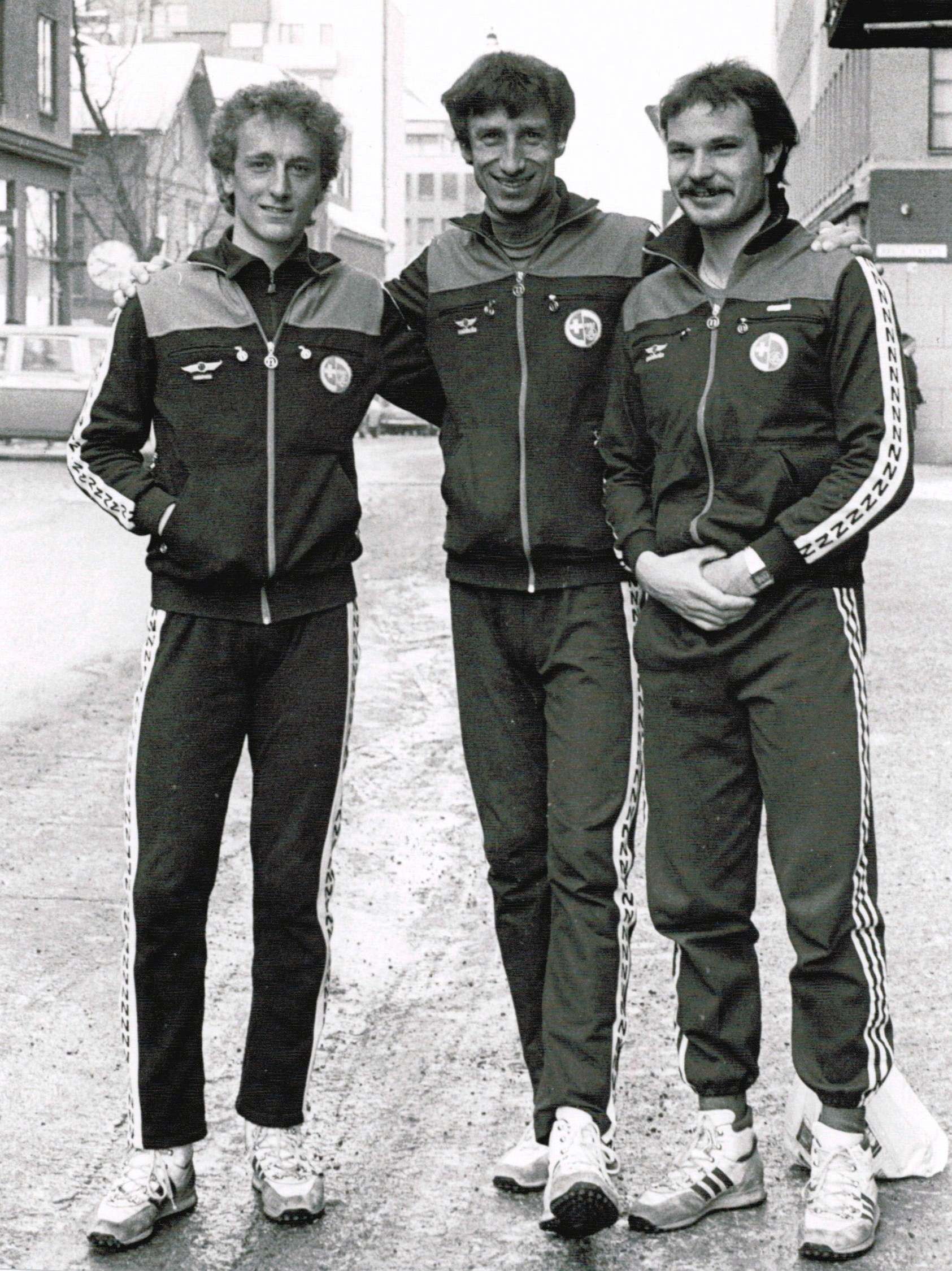
Paul Egloff (links) zusammen mit Walter Steiner (Mitte) und Roland Glas

In der Saison 1981/82 trat er noch einmal im Rahmen der Vierschanzentournee 1981/82 an. Nach erneut erfolglosen Springen beendete er nach der Tournee seine aktive Skisprung-Karriere.

## Erfolge

### Weltcup-Platzierungen
| Saison  | Platz | Punkte |
| ------- | ----- | ------ |
| 1979/80 | 80.   | 07     |
| 1980/81 | 49.   | 13     |

### Vierschanzentournee-Platzierungen
| Saison  | Platz | Punkte |
| ------- | ----- | ------ |
| 1978/79 | 46.   | 593,9  |
| 1979/80 | 72.   | 447,6  |
| 1980/81 | 82.   | 248,2  |
| 1981/82 | 54.   | 551,6  |